# 上海船厂
上海船厂船舶有限公司是中国最早的修造船厂之一，创建于1862年，现由中国船舶工业集团所属沪东中华造船（集团）有限公司托管。中華人民共和國第一艘出口万吨轮绍兴号就在該船廠下水。2005年5月，上海船厂在上海浦东陆家嘴地区的厂区全部搬迁至崇明岛。2019年4月12日，入选由中国科协调宣部主办，中国科协创新战略研究院、中国城市规划学会共同承办的“中国工业遗产保护名录（第二批）”。 2021年11月30日，被确定为第五批国家工业遗产。

## 历史
上海船厂的前身是英联船厂和招商局机器造船厂。

### 英联船厂
1862年，英商在上海浦东陆家嘴开设祥生船厂。1901年，祥生和创建于1865年的耶松船厂合并成立耶松船厂有限公司。1936年5月，耶松船厂和1900年创办的瑞镕船厂合并成立英联船厂股份有限公司。太平洋战争爆发后，日军接管英联船厂，其杨树浦总厂改称“三菱株式会社江南造船所杨树浦工场”。抗日战争胜利后，国民政府海军部接管英联船厂，1945年9月16日归还英商，并恢复原来的厂名。1952年8月15日，上海市军事管制委员会宣布征用英联船厂，改名“军管英联船厂”。

### 招商局机器造船厂
1914年，招商局在浦东陆家嘴租地7亩，创办了招商局内河机厂，1928年改名招商局机器造船厂。1949年5月29日，上海市军事管制委员会航运管理处接管招商局机器造船厂，改名为招商局轮船股份有限公司船舶修造厂。1951年11月，工厂改名为中央人民政府交通部海运管理总局上海船舶修造厂。
1954年1月1日，英联船厂并入上海船舶修造厂。1982年6月，由交通部划归中国船舶工业总公司领导。1985年3月，改名为上海船厂。2004年6月30日，上海船厂和澄西船舶修造厂合并，成立上船澄西船舶有限公司。2005年5月，上海船厂在上海浦东陆家嘴地区的厂区全部搬迁至崇明岛。原厂房（上海船厂旧址）被改建成一栋文化艺术以及商业综合体，名稱為1862时尚艺术中心。2006年12月，上船澄西船舶有限公司变更为上海船厂船舶有限公司。2018年3月20日晚，立陶宛话剧《海鸥》在此上演，這是1862时尚艺术中心试运营期间的首個售票演出。